# Спрінгтаун (Техас)
Спрінгтаун (англ. Springtown) — місто (англ. city) в США, в округах Паркер і Вайз штату Техас. Населення — 3064 особи (2020).

## Географія
Спрінгтаун розташований за координатами 32°58′10″ пн. ш. 97°40′51″ зх. д. / 32.96944° пн. ш. 97.68083° зх. д. (32.969576, -97.680760).  За даними Бюро перепису населення США в 2010 році місто мало площу 7,73 км², уся площа — суходіл.

## Демографія
Згідно з переписом 2010 року, у місті мешкало 2658 осіб у 1006 домогосподарствах у складі 728 родин. Густота населення становила 344 особи/км².  Було 1119 помешкань (145/км²).
Расовий склад населення:
| - 93,5 % — білих - 1,0 % — корінних американців - 0,8 % — чорних або афроамериканців - 0,3 % — азіатів - 2,9 % — осіб інших рас |

До двох чи більше рас належало 1,5 %. Частка іспаномовних становила 9,1 % від усіх жителів.
За віковим діапазоном населення розподілялося таким чином: 29,9 % — особи молодші 18 років, 58,3 % — особи у віці 18—64 років, 11,8 % — особи у віці 65 років та старші. Медіана віку мешканця становила 33,9 року. На 100 осіб жіночої статі у місті припадало 88,5 чоловіків;  на 100 жінок у віці від 18 років та старших — 79,7 чоловіків також старших 18 років.
Середній дохід на одне домашнє господарство  становив 56 657 доларів США (медіана — 47 826), а середній дохід на одну сім'ю — 68 508 доларів (медіана — 60 388). Медіана доходів становила 56 379 доларів для чоловіків та 31 588 доларів для жінок. За межею бідності перебувало 19,4 % осіб, у тому числі 37,3 % дітей у віці до 18 років та 11,4 % осіб у віці 65 років та старших.
Цивільне працевлаштоване населення становило 1194 особи. Основні галузі зайнятості: освіта, охорона здоров'я та соціальна допомога — 26,3 %, будівництво — 14,1 %, роздрібна торгівля — 13,9 %.